# هلنا جوزفسن
هلنا مارین جوزفسن (به انگلیسی: Helena Marianne Josefsson؛ زادۀ ۲۳ مارس ۱۹۷۸)، خواننده و ترانه‌سرای سوئدی است. او در ایران به دلیل هم‌کاری با آرش شناخته شده‌است. وی در هفت ترانه با نام‌های Arash (آرش)، Pure Love (عشق خالص)، Broken Angel (فرشتۀ شکسته)، One Day (یک روز)، Dooset Daram (دوست دارم) و One Night In Dubai (یک شب در دبی) و  Angels Lullaby (لالایی فرشتگان) با آرش همکاری کرده‌است.